# Hey Girl

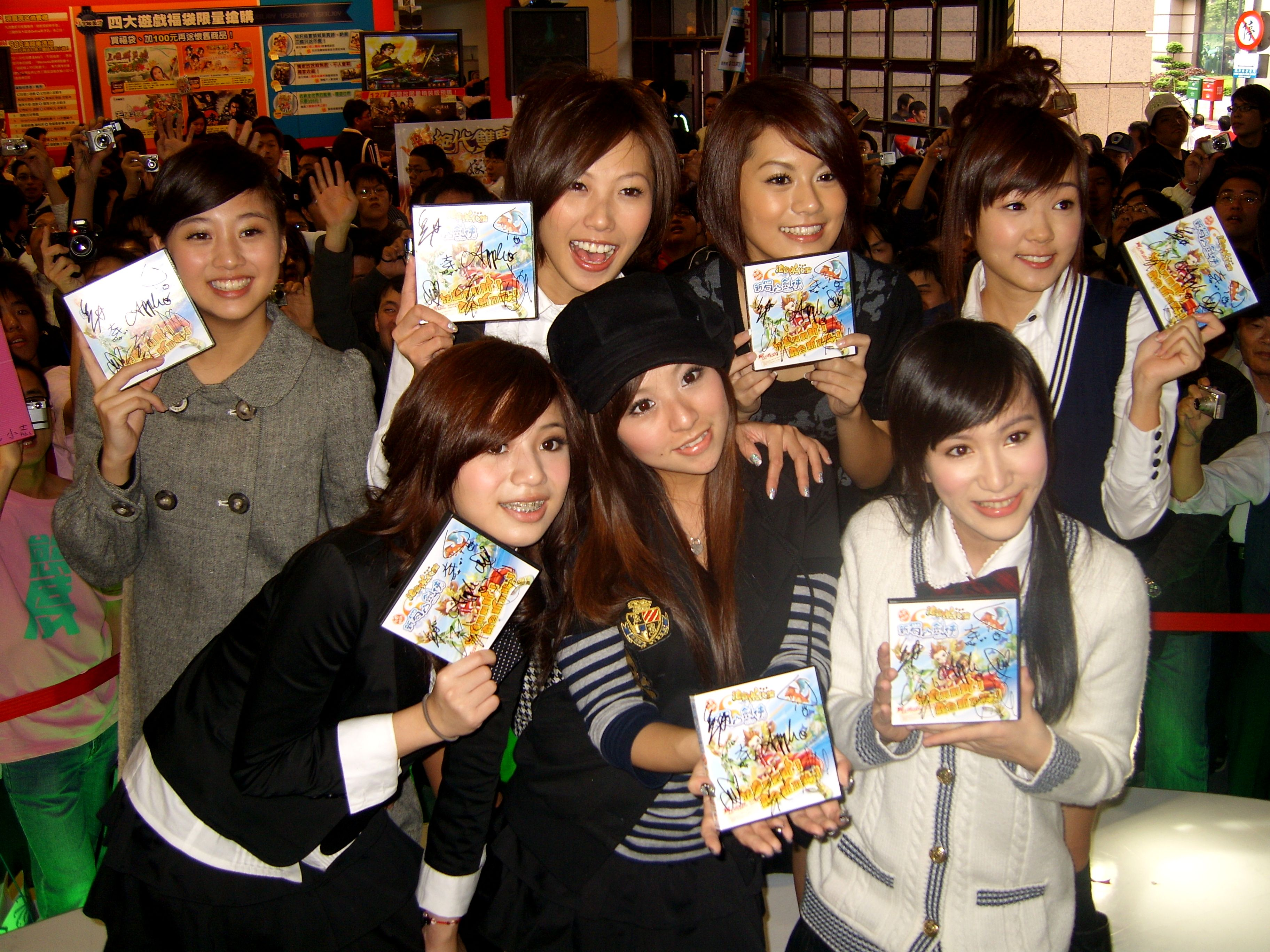
Integrantes de Hey Girl en el stand de Chinese Gamer International Corp en 2007

Hey Girl es un grupo femenino taiwanesas de Mandapop. Ellas se formaron cuando la empresa organizó las audiencias para el programa si Wo Ai Hei Hui (我 爱 黑 涩 会), un espectáculo de variedades en televisión, cuyo propósito era crear los nuevos personajes femeninos de la serie en Taiwán. A finales de 2005, el Canal V eligió a nueve miembros como representantes de las chicas que participan en el programa. Estos nueve miembros fueron Gui Gui, Xiao Jie, Mei Mei, de Apple, Xiao Xun, Tou Ya, hombre Xiao, Tong Tong y Ya Da. Juntas, han sido cariñosamente reconocidas por un breve período como el Niu Niu Jiu (chino: 妞妞 九, pinyin: jiǔ Niu Niu).
Las nueve integrantes se separaron en dos grupos diferentes para el lanzamiento de su tercer EP: Ya Da, el hombre Xiao, Ya Tou, Gui Gui, y Apple fueron los Fen Hong Gao Ya Dian (chino: 高压电 粉红, pinyin : Fen Hong Gao Ya Dian; Inglés: alto voltaje rosa). Mei Mei, Xiao Xun, Xiao Jie y Tian Tong Tong Xin forma de Hong Zha Ji (chino: 轰炸机 甜心, pinyin: Tian Hong Xin Zha JI; Inglés: bombarderos dulce de corazón).

## Filmografía

### 2006
- Angel Lover (caratteri cinesi: 天使情人; pinyin: Tiān Shǐ Qíng Rén) (2006) - Xiao Xun 小薰, Da Ya 大牙
- Zhu Zuo Bian Zhu You Bian (caratteri cinesi: 住左边住右边; pinyin: Zhù Zuǒ Biān Zhù Yòu Biān) (2006-2007) - Ya Tou 丫頭

### 2007
- Brown Sugar Macchiato (黑糖瑪奇朵) (2007) - tutti i membri
- Wayward Kenting (caratteri cinesi: 我在墾丁*天氣晴; pinyin: Wǒ Zài Kěn Dīng Tiān Qì Qíng) - Da Ya 大牙
- Hei Tang Lai Le (caratteri cinesi: 黑糖來了; pinyin: Hēi Táng Lái Le) (2007) - Da Ya 大牙, Mei Mei, Apple e Xiao Man 小蠻 (drama online)
- 18 Jin Bu Jin (caratteri cinesi: 18禁不禁; pinyin: 18 Jīn Bù Jīn?) (2007) - Xiao Xun 小薰

### 2008
- Rolling Love - (caratteri cinesi: 翻滾吧！蛋炒飯; pinyin: Fān Gǔn Ba! Dàn Chǎo Fàn) - Xiao Xun 小薰
- The Legend of Brown Sugar Chivalries - Xiao Xun, Ya Tou, Xiao Man, Mei Mei (cast principale), Gui Gui, Da Ya, Apple, Xiao Jie (personaggi minori)
- Mysterious Incredible Terminator - (caratteri cinesi: 霹靂MIT; pinyin: Pī Lì MIT) - Gui Gui 鬼鬼

## Discografía

### Álbum
- 2008 - Hey Girl (首張同名專輯)

### EP
- 2006 - Wo Ai Hei Se Hui mei mei(我愛黑澀會)
- 2006 - Mei Mei Si Mi De Yi Tian - Fen Hong Gao Ya Dian / Tian Xin Hong Jia Ji  (美眉私密的一天 - 粉紅高壓電 / 甜心轟炸機)
- 2007 - Mei Mei Si Mi Party (美眉私密Party)

### Banda sonora
- 2007 - Brown Sugar Macchiato OST (黑糖瑪奇朵原聲帶)